# Inga Humpe
Pour les articles homonymes, voir Humpe.
 (août 2019).
Si vous disposez d'ouvrages ou d'articles de référence ou si vous connaissez des sites web de qualité traitant du thème abordé ici, merci de compléter l'article en donnant les références utiles à sa vérifiabilité et en les liant à la section « Notes et références ».
Inga Humpe (née le 13 janvier 1956 à Hagen) est une musicienne de pop allemande de l'ouest /  allemande et compositrice.

## Biographie
Son enfance, Inga la passa à Herdecke, ville où elle passa également son Abitur. À partir de 1975, elle fit des études à Aix-la-Chapelle RWTH et changea l'année suivante pour le Berlin FU. Depuis ce temps-là, elle vit à Berlin.
Humpe s'est produite comme soliste et dans différents groupes, par moments aussi en commun avec sa sœur plus âgée, Annette Humpe.
En 1978-1983 elle était chanteuse le Neonbabies. En 1983-1984, elle fut le membre du groupe de DÖF et devint avec le tube Codo (Ich düse, düse im Sauseschritt)-un des plus grands succès de la nouvelle vague allemande- connue.
En 1985-1986 elle fut également active en partenariat avec sa sœur en tant que Humpe & Humpe participant à certaines chansons de Stephan Remmler (de) (par exemple à Keine Sterne in Athen) en tant que choristes, mais aussi sur l'album "Tenement Symphony" de Marc Almond en 1991. En 1989 sort son album solo, Planet Oz, produit par trevor Hor et Fisherman's Friend
Après qu'elle s'est retirée quelques années du monde de la musique, elle revient à partir de 2000 comme chanteuse, avec son compagnon Tommi Eckart dans le projet 2raumwohnung, projet qui sera le fruit de nombreux titres à succès. Elle caractérise en cela une génération de musicien germanophone à la manière de Wir sind Helden. Jusqu'à maintenant, les titres les plus couronnés de succès de 2raumwohnung sont Wir trafen uns in einem Garten, Sexy girl ou bien encore "Kommt zusammen". Inga : "Stefanie von Beauvais avait tourné un film publicitaire pour une marque de cigarette de l'Est et nous a demandé de réaliser la musique. Un peu de guitare et des textes allemands. D'abord Ham nous a dit ' Mais ce n'est pas du tout notre style! Nous faisons de la musique électronique! Nous ne pouvons pas du tout faire cela! On ne fait pas de la merde! Ca fait 10 ans que je n'ai pas touché une guitare! ' Et ainsi de suite. Mais ensuite, nous avons pensé : Pourquoi ne ferions nous pas quelque chose de totalement différent pour une fois?"
En 2001 elle fut partenaire d'interview pour Jürgen Teipels dans le docu fiction de la NDW Gaspille ta jeunesse
En 2003, elle produisit pour Toni Kater l'album Gegen die Zeit.
Aujourd'hui, Inga Humpe et Tommi vivent à Berlin et ont à côté de la musique avec leur propre label it.sounds à côté de 2raumwohnung, it.sounds s'occupe aussi de la chanteuse Toni Kater ainsi que du groupe EL*KE ainsi ou bien encore de Tito & Tarantula  et enfin, depuis peu de Stephan Remmler (de).

## Récompenses
- 2003 : Deutscher Dance Award pour le meilleur album (2Raumwohnung)
- 2005 : attribution d'un Eins Live Krone pour l'œuvre de sa vie